# Tournebu
Tournebu ist eine Ortschaft und eine ehemalige französische Gemeinde mit 371 (Stand: 1. Januar 2022) im Département Calvados in der Region Normandie.  Sie gehörte zum Arrondissement Caen und zum Kanton Thury-Harcourt.
Mit Wirkung vom 1. Januar 2019 wurden die ehemaligen Gemeinden Cesny-Bois-Halbout, Acqueville, Angoville, Placy und Tournebu zur Commune nouvelle Cesny-les-Sources zusammengeschlossen und haben in der neuen Gemeinde der Status einer Commune déléguée. Der Verwaltungssitz befindet sich im Ort Cesny-Bois-Halbout.

## Geographie
Tournebu liegt 23 Kilometer südlich von Caen im Hügelland der Normannischen Schweiz. Umgeben wird Tournebu von den Nachbargemeinden Moulines im Norden, Fontaine-le-Pin im Osten und Nordosten, Ussy im Osten und Südosten, Saint-Germain-Langot im Süden, Martainville im Westen und Südwesten sowie Acqueville im Westen und Nordwesten.

## Bevölkerungsentwicklung
| Jahr                      | 1962 | 1968 | 1975 | 1982 | 1990 | 1999 | 2006 | 2013 |
| Einwohner                 | 289  | 297  | 286  | 276  | 309  | 295  | 352  | 367  |
| Quelle: Cassini und INSEE |      |      |      |      |      |      |      |      |

## Sehenswürdigkeiten
- Kirche Saint-Hilaire
- Burg Tournebu aus dem 13. Jahrhundert, seit 1927 Monument historique

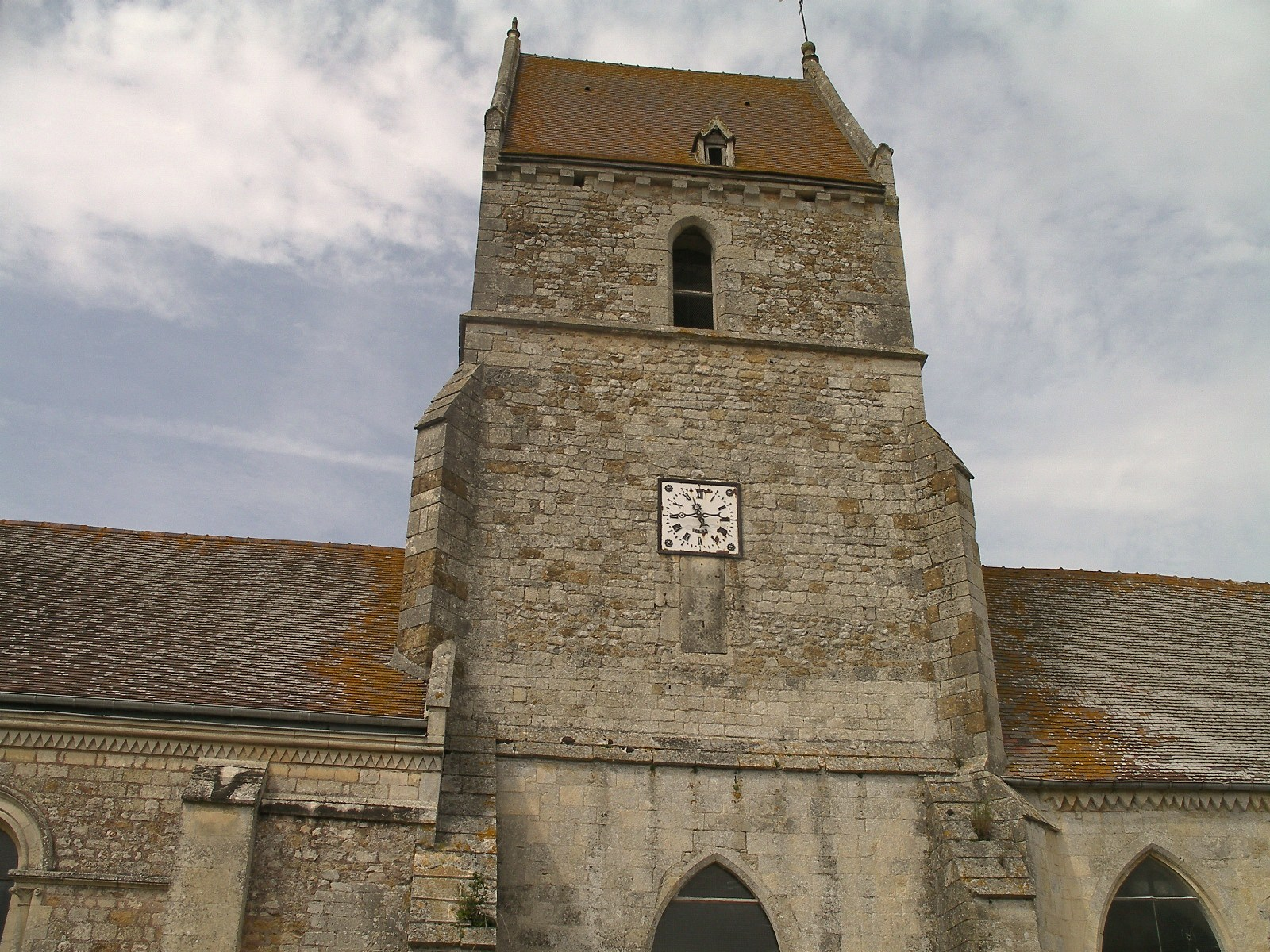
Kirche Saint-Hilaire
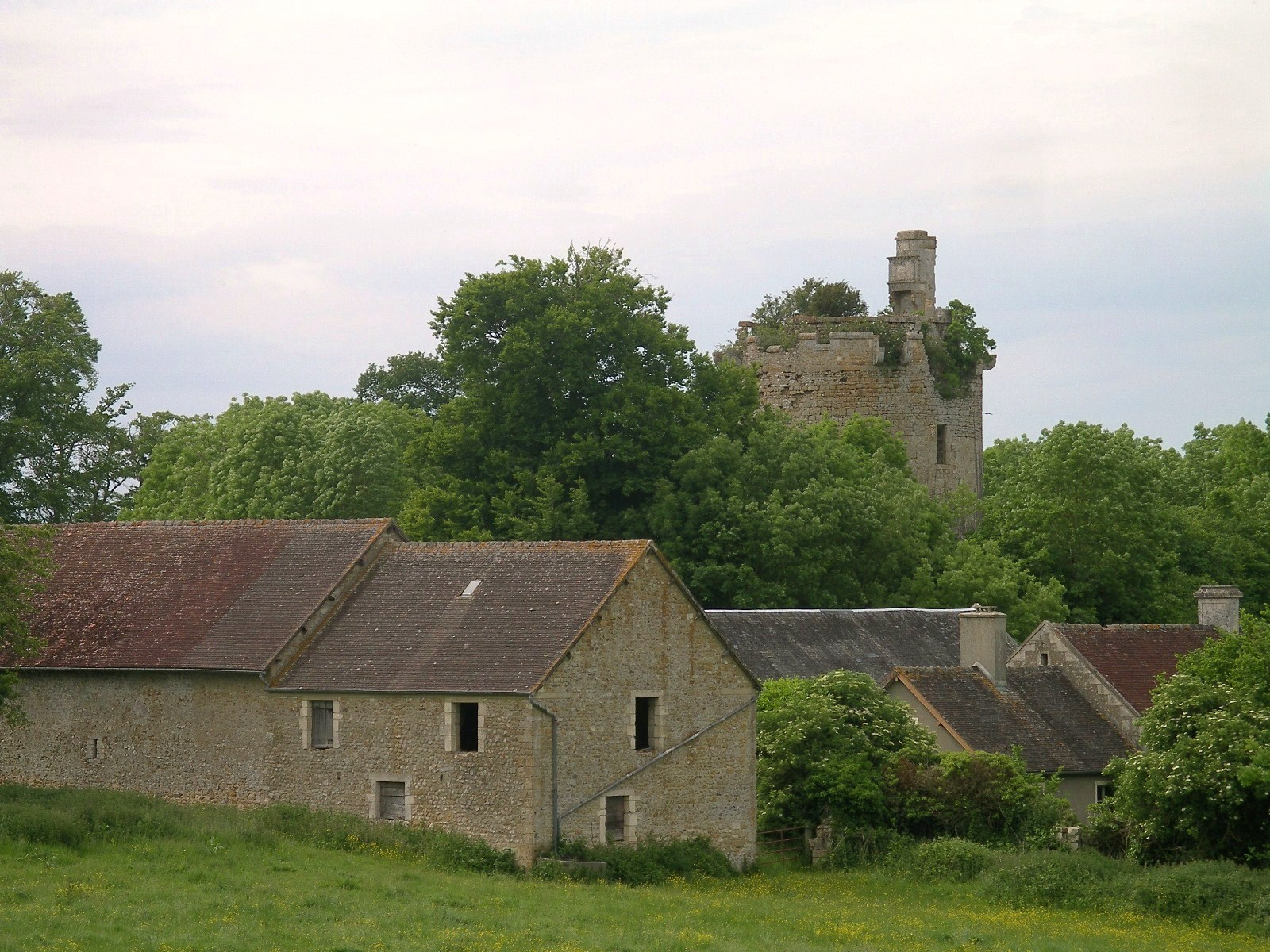
Burg Tournebu mit dem Donjon

## Persönlichkeiten
- Guillaume de Tournebu (gestorben 1202), Bischof von Coutances (1184–1202)